# Drapetes mordelloides
Drapetes mordelloides là một loài bọ cánh cứng trong họ Elateridae. Loài này được Host miêu tả khoa học năm 1789.

## Hình ảnh

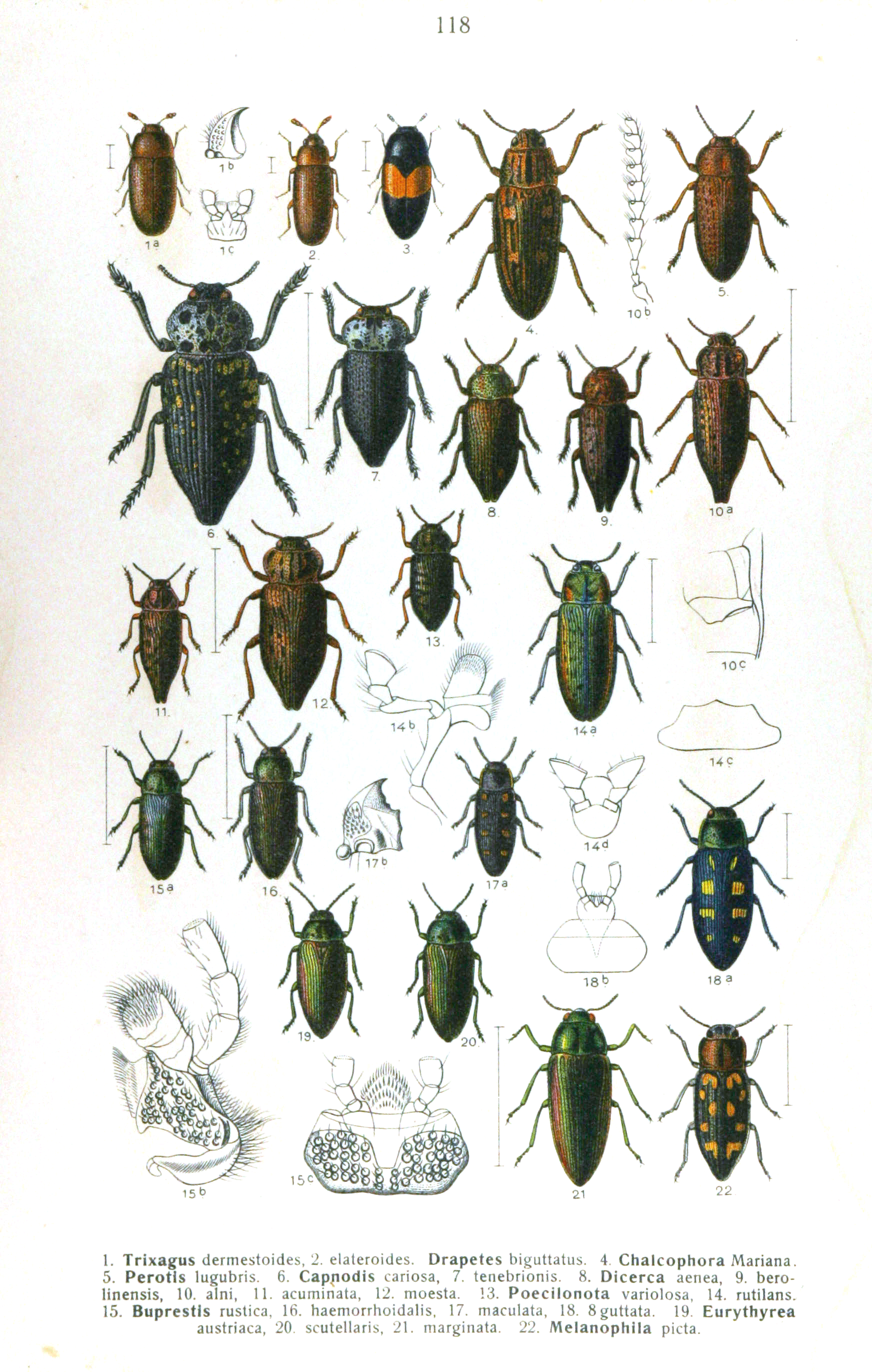